# Задача Штейнера

Мінімальне дерево Штейнера для точок A, B і C, де S — точка Ферма трикутника ABC.

Розв'язок для чотирьох точок — дві точки Штейнера S1 і S2

Задача Штейнера (Задача дерева Штейнера) полягає у пошуку мінімального дерева Штейнера — найкоротшої мережі, що з'єднує заданий скінченний набір точок площини. Свою назву отримала на честь Якоба Штейнера (1796–1863).

## Історія
Історія цієї задачі  сягає часу  П'єра Ферма (1601–1665), який, після викладу свого методу дослідження мінімумів та максимумів, написав
:
Qui hanc methodum non probaverit, ei proponitur:
Datis tribus punctis, quartum reperire, a quo si ducantur tres rectae ad data puncta, summa trium harum rectarum sit minima quantitas.
 Той же, хто цей метод не оцінив, нехай він вирішить [наступну задачу]: для заданих трьох точок знайти таку четверту, що якщо з неї провести три відрізки в дані точки, то сума цих трьох відрізків дасть найменшу величину.
Ця задача була частково розв'язана Еванджелістою Торрічеллі
(1608–1647) і Бонавентурою Кавальєрі (1598–1647), учнями Бенедетто Кастеллі (1577–1644), потім знайдена ними конструкція була модифікована Томасом Сімпсоном
(1710–1761) і остаточно уточнена Ф. Гайненом
і Жозефом Бертраном (1822–1900). У результаті  було отримано геометричну побудову точки S, що називається точкою Ферма (іноді  точкою Торрічеллі), яка для трьох заданих точок A, B і C дає мінімально можливу суму довжин відрізків AS, BS, CS.
1934 року В. Ярнік і O. Кесслер
сформулювали узагальнення задачі Ферма, замінивши три точки на довільне скінченне число. Їх задача полягає в описі зв'язаних плоских графів найменшої довжини, що проходять через дану скінченну множину точок площини.
1941 року вийшла монографія Ріхарда Куранта і Герберта Роббінса «Що таке математика?»,
в якій автори написали наступне:
|  | Дуже проста та разом з тим повчальна проблема була вивчена на початку минулого століття знаменитим берлінським геометром Якобом Штейнером. Потрібно з'єднати три села {\displaystyle A}, {\displaystyle B}, {\displaystyle C} системою доріг таким чином, щоб їх загальна довжина була мінімальною.Було б природно узагальнити цю проблему на випадок {\displaystyle n} заданих точок {\displaystyle A_{1},A_{2},\ldots ,A_{n}} таким чином: потрібно знайти в площині таку точку {\displaystyle P}, щоб сума відстаней {\displaystyle a_{1}+a_{2}+\ldots +a_{n}} (де {\displaystyle a_{i}} позначає відстань {\displaystyle PA_{i}}) ставала мінімальною... . Ця узагальнена проблема, також вивчена Штейнером, не веде до цікавих результатів. У цьому випадку ми маємо справу з поверхневим узагальненням, подібних якому чимало зустрічається в математичній літературі. Щоб отримати дійсно гідне уваги узагальнення проблеми Штейнера, доводиться відмовитися від пошуків однієї-єдиної точки {\displaystyle P}. Замість того поставимо завданням побудувати «вуличну мережу» або «мережу доріг між даними селами», що має мінімальну загальну довжину. |

Ця книга завоювала заслужену популярність, внаслідок чого і задачу Ферма, і задачу Ярніка-Кесслера зараз прийнято називати проблемою Штейнера.

## Алгоритм розв'язування
Ефективного (складність виражається функцією, обмеженою зверху деяким поліномом від параметра завдання, в даному випадку число вершин графу) алгоритму, що дає точне рішення проблеми Штейнера, не існує. Наближене рішення дає ефективний алгоритм Крускала.

## Основні визначення
Наведемо кілька сучасних формулювань проблеми Штейнера. Як осяжний простір замість евклідової площини розглянемо довільний метричний простір.

### Мінімальні дерева Штейнера
Нехай {\displaystyle (X,\rho )} — метричний простір і {\displaystyle G=(V,E)} — граф на X, тобто, {\displaystyle V\subset X}. Для кожного такого графу визначені  довжини  його ребер {\displaystyle e=\{u,v\}\in E}, як відстані {\displaystyle \rho (u,v)} між їх вершинами, а також  довжина {\displaystyle \rho (G)} самого графу {\displaystyle G}, як сума довжин всіх його ребер.
Якщо {\displaystyle M} — скінченна підмножина {\displaystyle X}, а {\displaystyle G=(V,E)} — зв'язний граф на {\displaystyle X}, для якого {\displaystyle M\subset V}, то {\displaystyle G} називається  графом, що з'єднує {\displaystyle M}. При цьому граф {\displaystyle G}, що з'єднує {\displaystyle M}, мінімально можливої довжини {\displaystyle \rho (G)} є деревом, яке називається  мінімальним деревом Штейнера на {\displaystyle M}. Саме вивченню таких дерев і присвячена одна з версій проблеми Штейнера.
Зазначимо, що мінімальні дерева Штейнера існують не завжди. Проте, точна нижня грань величин {\displaystyle \rho (G)} по всім зв'язним графам, що з'єднує {\displaystyle M}, завжди існує, називається довжиною мінімального дерева Штейнера на {\displaystyle M} та позначається через {\displaystyle \operatorname {smt} (M)}.

### Приклади
Якщо {\displaystyle (X,\rho )} — стандартна евклідова площина, тобто відстань {\displaystyle \rho } породжується нормою {\displaystyle \|(x,y)\|={\sqrt {x^{2}+y^{2}}}}, то отримуємо класичну проблему Штейнера, сформульовану Ярніком та Кесслером (див. вище).
Якщо {\displaystyle (X,\rho )} — Манхеттенська відстань, тобто відстань {\displaystyle \rho } породжується нормою {\displaystyle \|(x,y)\|=|x|+|y|}, то отримуємо прямокутну проблему Штейнера, одним з додатків якої є проектування розводок мікросхем. Більш сучасні розводки моделюються метрикою, породженою λ-нормою (одиничне коло — правильний 2λ-кутник; в цих термінах манхеттенська норма є 2-нормою).
Якщо як {\displaystyle X} береться сфера (яка приблизно моделює поверхню Землі), а за {\displaystyle \rho (a,b)} — довжина найкоротшої з двох дуг великого кола, яка висікається з сфери {\displaystyle X} площиною, що проходить через {\displaystyle a}, {\displaystyle b} та центр сфери, то виходить різновид транспортної задачі: потрібно з'єднати заданий набір пунктів (міст, підприємств, абонентів і т. д.) найкоротшою комунікаційною мережею (доріг, трубопроводів, телефонних ліній і т. д.), мінімізувавши витрати на будівництво (передбачається, що витрати пропорційні довжині мережі).
Якщо як {\displaystyle X} береться множина всіх слів над деяким алфавітом, а як {\displaystyle \rho (a,b)} — відстань Левенштейна, то виходить варіант проблеми Штейнера, який широко використовується в біоінформатиці, зокрема, для побудови еволюційного дерева.
Якщо як {\displaystyle X} береться множина вершин {\displaystyle V} зв'язного графу {\displaystyle G=(V,E)}, а як {\displaystyle \rho } — функція відстані, породжена деякою ваговою функцією {\displaystyle \omega \colon E\to \mathbb {R} }, то виходить проблема Штейнера у графах.

### Мінімальні параметричні мережі
Нехай {\displaystyle \partial G} — деяка підмножина множини {\displaystyle V} вершин графу {\displaystyle G=(V,E)}, що містить всі вершини ступеня 1 і 2. Пара {\displaystyle (G,\partial G)} називається графом з кордоном {\displaystyle \partial G}. Якщо {\displaystyle G} — зв'язний граф, і {\displaystyle \varphi \colon \partial G\to X} — деяке відображення в метричний простір {\displaystyle (X,\rho )}, то кожне відображення {\displaystyle \Gamma \colon G\to X}, обмеження якого на {\displaystyle \partial G} збігається з {\displaystyle \varphi }, називається мережею типу {\displaystyle (G,\partial G)} з кордоном {\displaystyle \varphi } в метричному просторі {\displaystyle (X,\rho )}. Обмеження мережі {\displaystyle \Gamma } на вершини та ребра графу {\displaystyle G} називаються відповідно вершинами і ребрами цієї мережі. Довжиною ребра {\displaystyle \Gamma \colon \{u,v\}\to X} мережі {\displaystyle \Gamma } називається величина {\displaystyle \rho {\bigl (}\Gamma (u),\Gamma (v){\bigr )}}, а довжиною {\displaystyle \rho (\Gamma )} мережі {\displaystyle \Gamma } — сума довжин всіх її ребер.
Позначимо через {\displaystyle [G,\varphi ]} безліч всіх мереж типу {\displaystyle (G,\partial G)} з кордоном {\displaystyle \varphi }. Мережа з {\displaystyle [G,\varphi ]}, що має найменшу можливу довжину, називається мінімальною параметричною мережею типу {\displaystyle (G,\partial G)} з кордоном {\displaystyle \varphi }.
Зазначимо, що, як і у випадку мінімальних дерев Штейнера, мінімальна параметрична мережа існує не завжди. Проте, точна нижня грань величин {\displaystyle \rho (G)} по всіх мережах з {\displaystyle [G,\varphi ]}, завжди існує, називається довжиною мінімальної параметричної мережі і позначається через {\displaystyle \operatorname {mpn} [G,\varphi ]}.
Якщо {\displaystyle M} — скінченна підмножина {\displaystyle X}, а {\displaystyle \varphi } відображає {\displaystyle \partial G} на всі {\displaystyle M}, тобто {\displaystyle \operatorname {im} (\varphi )=M}, то говорять, що мережа {\displaystyle \Gamma \in [G,\varphi ]} з'єднує {\displaystyle M}. Легко побачити, що {\displaystyle \operatorname {smt} (M)=\inf \operatorname {mpn} [G,\varphi ]} по всім {\displaystyle [G,\varphi ]}, для яких {\displaystyle \operatorname {im} (\varphi )=M}. Таким чином, загальна задача Штейнера зводиться до вивчення мінімальних параметричних мереж та вибору з них найкоротших.

### Одновимірні мінімальні заповнення в сенсіГромова
Це природне узагальнення проблеми Штейнера було запропоновано А. О. Івановим і А. А. Тужиліним.
Нехай {\displaystyle M} — довільна скінченна множина і {\displaystyle G=(V,E)} — деякий зв'язний граф. Будемо говорити, що {\displaystyle G} з'єднує {\displaystyle M}, якщо {\displaystyle M\subset V}. Нехай тепер {\displaystyle {\mathcal {M}}=(M,\rho )} — скінченний псевдометричний простір (де, на відміну від метричного простору, відстані між різними точками можуть бути рівні нулю), {\displaystyle G=(V,E)} — зв'язний граф, що з'єднує {\displaystyle M}, і {\displaystyle \omega \colon E\to {\mathbb {R} }_{+}} — деяке відображення в невід'ємні дійсні числа, як правило зване  ваговою функцією  і породжує  зважений граф {\displaystyle {\mathcal {G}}=(G,\omega )}. Функція {\displaystyle \omega } задає на {\displaystyle V} псевдометріку {\displaystyle d_{\omega }}, а саме, відстанню між вершинами графу {\displaystyle {\mathcal {G}}} назвемо найменшу з ваг шляхів, що з'єднують ці вершини. Якщо для будь-яких точок {\displaystyle p} та {\displaystyle q} з {\displaystyle M} виконується {\displaystyle \rho (p,q)\leq d_{\omega }(p,q)}, то зважений граф {\displaystyle {\mathcal {G}}} називається  заповненням  простору {\displaystyle {\mathcal {M}}}, а граф {\displaystyle G} — типом  цього  заповнення . Число {\displaystyle \operatorname {mf} ({\mathcal {M}})}, рівне {\displaystyle \inf \omega ({\mathcal {G}})} по всіх заповненнях {\displaystyle {\mathcal {G}}} простору {\displaystyle {\mathcal {M}}}, назвемо  вагою мінімального заповнення , а заповнення {\displaystyle {\mathcal {G}}}, для якого {\displaystyle \omega ({\mathcal {G}})=\operatorname {mf} ({\mathcal {M}})}, — мінімальним заповненням . Основне завдання — навчитися обчислювати {\displaystyle \operatorname {mf} ({\mathcal {M}})} і описувати мінімальні заповнення.